# ابتداء من اليوم، حان دوري
ابتداءً من اليوم، حان دوري!! (باليابانية: 今日から俺は!!) هي سلسلة مانغا يابانية كتبها ورسمها هيرويوكي نيشيموري. نُشرت المانغا في البداية في شون صنداي إس.
اقتبست المانغا إلى أوفا من عشر حلقات من انتاج إستديو بيرو، نشرت في الفترة من أبريل 1993 إلى ديسمبر 1997. أنتجت أيضًا سلسلة أفلام حركة حية على الاقراص والتي تم إطلاقها من 1993 إلى 1997.

## القصة
يلتقي مراهقان ، تاكاشي ميتسوهاشي وشينجي إيتو، ببعضهما البعض في صالون حلاقة. ثم يتضح أن كلاهما ينتقلان إلى ثانوية جديدة ويقرران انتهاز الفرصة لإعادة اختراع نفسيهما، لكي يهرب كلاهما من ماضيه ويصبحا بذلك أكبر الجانحين في اليابان.

## وسائل الإعلام

### المانغا
المانغا كتبها ورسمها هيرويوكي نيشيموري. تم نشرها لأول مرة في مجلة شون صنداي إس حيث استمرت من 19 سبتمبر 1990 إلى 5 نوفمبر 1997. في ثمانية وثلاثين مجلداً.

### أنمي أوفا
اقتبست المانغا إلى سلسلة أنمي أوفا من 10 حلقات من انتاج إستديو بيرو وإخراج تاكيشي موري. تم إصدار الحلقات من 1 أبريل 1993 إلى 21 ديسمبر 1997.

### سلسلة أفلام V-Cinema
أصدرت Toei Video سلسلة من سلسلة V-Cinema مباشرة إلى الفيديو :
- من اليوم أنا - 8 يناير 1993.
- من اليوم أنا - 9 يوليو 1993.
- من اليوم عمري 17 عامًا من الصدمة الكهربائية - 13 يناير 1995.
- من اليوم أبلغ من العمر 17 عامًا - 11 أبريل 1997.
- عمري 17 عامًا من اليوم أتصل بالعاصفة من اليوم - 9 مايو 1997.